# The Search
 The Search és una pel·lícula suisso-estatunidenca dirigida per Fred Zinnemann, estrenada el 1948.

## Argument[1]
Després de la guerra, d'un nen de 9 anys, supervivent del camp d'Auschwitz, queda sota la custòdia d'un soldat estatunidenc mentre que la seva mare el recerca.
Ralph Stevenson, és un soldat estatunidenc a Alemanya, que recull un nen txec de 9 anys, Karel Malik, que la guerra ha tornat desconfiat. Ralph Stevenson acaba guanyant-se la confiança de Karel. Una gran amistat neix entre el soldat i el seu jove protegit....

## Repartiment
- Montgomery Clift: Ralph 'Steve' Stevenson
- Aline MacMahon: Mrs. Murray
- Jarmila Novotna: Mrs. Hannah Malik
- Wendell Corey: Jerry Fisher
- Ivan Jandl: Karel 'Jimmy' Malik
- Mary Patton: Mrs. Fisher
- Ewart G. Morrison: Mr. Crookes

## Premis i nominacions

### Premis
- 1949: Premi juvenil per Ivan Jandl
- 1949: Oscar al millor guió original per Richard Schweizer i David Wechsler
- 1949: Globus d'Or al millor guió per Richard Schweizer
- 1949: Globus d'Or al millor actor jove per 	Ivan Jandl

### Nominacions
- 1949: Oscar al millor director per Fred Zinnemann
- 1949: Oscar al millor actor per Montgomery Clift